# Millî Küme 1945
Die Milli Eğitim Kupası 1945 war die achte ausgetragene Saison der Millî Küme. Meister wurde zum vierten Mal Fenerbahçe Istanbul.

## Teilnehmende Mannschaften
- Beşiktaş Istanbul – Aus der  İstanbul Futbol Ligi als 1. Platz
- Fenerbahçe Istanbul – Aus der İstanbul Futbol Ligi als 2. Platz
- Galatasaray Istanbul – Aus der İstanbul Futbol Ligi als 3. Platz
- Beykozspor – Aus der İstanbul Futbol Ligi als 4. Platz
- Uçaksavar – Aus der Ankara Futbol Ligi als 2. Platz
- Ankara Demirspor – Aus der Ankara Futbol Ligi als 3. Platz
- Altınordu Izmir – Aus der İzmir Futbol Ligi als 1. Platz
- Karşıyaka Izmir – Aus der İzmir Futbol Ligi als 2. Platz

## Statistiken

### Abschlusstabelle
Punktesystem
Sieg: 3 Punkte, Unentschieden: 2 Punkte, Niederlage: 1 Punkt
| Pl. | Verein               | Sp. | S  | U | N  | Tore    | Diff. | Punkte |
| --- | -------------------- | --- | -- | - | -- | ------- | ----- | ------ |
| 1.  | Fenerbahçe Istanbul  | 14  | 10 | 3 | 1  | 043:170 | +26   | 37     |
| 2.  | Beşiktaş Istanbul    | 14  | 8  | 4 | 2  | 039:200 | +19   | 34     |
| 3.  | Galatasaray Istanbul | 14  | 7  | 4 | 3  | 033:130 | +20   | 32     |
| 4.  | Ankara Demirspor     | 14  | 7  | 3 | 4  | 023:230 | ±0    | 31     |
| 5.  | Uçaksavar            | 14  | 5  | 2 | 7  | 024:300 | −6    | 26     |
| 6.  | Beykozspor           | 14  | 3  | 3 | 8  | 016:280 | −12   | 23     |
| 7.  | Altınordu Izmir      | 14  | 3  | 1 | 10 | 014:330 | −19   | 21     |
| 8.  | Karşıyaka Izmir      | 14  | 1  | 4 | 9  | 013:410 | −28   | 20     |

### Torschützenliste
Bei gleicher Anzahl von Treffern sind die Spieler alphabetisch nach Nachnamen bzw. Künstlernamen sortiert.
| Rang | Name            | Mannschaft           | Tore |
| ---- | --------------- | -------------------- | ---- |
| 1.   | Melih Kotanca   | Fenerbahçe Istanbul  | 17   |
| 2.   | Reha Eken       | Galatasaray Istanbul | 9    |
| 3.   | Kemal Gülçelik  | Beşiktaş Istanbul    | 8    |
| 4.   | Naci Bastoncu   | Fenerbahçe Istanbul  | 7    |
| 4.   | Bülent Eken     | Galatasaray Istanbul | 7    |
| 4.   | Muzaffer Tokaç  | Beşiktaş Istanbul    | 7    |
| 4.   | Hakkı Yeten     | Beşiktaş Istanbul    | 7    |
| 4.   | Müzdat Yetkiner | Fenerbahçe Istanbul  | 7    |

### Kreuztabelle
| 1945                 | Fenerbahçe Istanbul | Beşiktaş Istanbul | Galatasaray Istanbul | Ankara Demirspor | UÇS | Beykozspor | Altınordu Izmir | Karşıyaka Izmir |
| -------------------- | ------------------- | ----------------- | -------------------- | ---------------- | --- | ---------- | --------------- | --------------- |
| Fenerbahçe Istanbul  |                     | 3:3               | 1:1                  | 4:1              | 2:0 | 5:0        | 5:1             | 2:1             |
| Beşiktaş Istanbul    | 4:3                 |                   | 0:1                  | 3:0              | 0:1 | 5:2        | 3:0             | 5:1             |
| Galatasaray Istanbul | 2:3                 | 1:1               |                      | 1:1              | 1:0 | 0:0        | 3:0             | 7:0             |
| Ankara Demirspor     | 0:2                 | 1:1               | 2:1                  |                  | 6:3 | 2:1        | 1:0             | 3:2             |
| Uçaksavar            | 1:4                 | 2:5               | 1:7                  | 2:3              |     | 1:0        | 4:0             | 6:1             |
| Beykozspor           | 0:4                 | 3:4               | 1:3                  | 1:0              | 0:0 |            | 4:0             | 4:2             |
| Altınordu Izmir      | 1:3                 | 2:2               | 3:2                  | 1:2              | 0:2 | 2:0        |                 | 3:0             |
| Karşıyaka Izmir      | 2:2                 | 0:3               | 0:3                  | 1:1              | 1:1 | 0:0        | 2:1             |                 |

## Die Meistermannschaft von Fenerbahçe Istanbul
| 1.                  | Fenerbahçe Istanbul |
| Fenerbahçe Istanbul | - Tor: Cihat Arman; Sabri Kiraz; Nuri Pekesen - Abwehr: Selahattin Torkal; Şevket Demirtepe; Müzdat Yetkiner; Numan Uzun; Şeref Benibol; Ahmet Erol - Mittelfeld: Halil Köksalan; Ömer Boncuk; Samim Var; Kemal Atakul; Hayati Öney; Zihni Kanmaz; Zeki; Rıfkı Pekşen; Esat Kaner - Angriff: Naci Bastoncu; Halit Deringör; İbrahim İskeçe; Melih Kotanca; Halil Özyazıcı; Fikret Kırcan; Adnan Tuncay; Erol Keskin; Hilmi Atakul; Nusret Öktem; Abdullah Sakallı; Fikret Arıcan; - Trainer: Miço Dimitriyadis |